# Elena Švehlová
Elena Švehlová (* 17. ledna 1934) byla slovenská a československá politička a bezpartijní poslankyně Sněmovny lidu Federálního shromáždění za normalizace.

## Biografie
K roku 1971 a 1976 se profesně uvádí jako dělnice.
Ve volbách roku 1971 zasedla do Sněmovny lidu (volební obvod č. 159 - Nové Mesto nad Váhom, Západoslovenský kraj). Mandát obhájila ve volbách roku 1976 (obvod Nové Mesto nad Váhom). Ve FS setrvala do konce funkčního období, tedy do voleb roku 1981.